# سكوت جلين
سكوت جلين (بالإنجليزية: Scott Glenn) مواليد 26 يناير 1941 في بيتسبرغ، بنسيلفانيا، الولايات المتحدة، هو ممثل أمريكي بدأ مسيرته الفنية عام 1965.

## وصلات خارجية
- سكوت جلين على موقع IMDb (الإنجليزية)
- سكوت جلين على موقع ألو سيني (الفرنسية)
- سكوت جلين على موقع تيرنر كلاسيك موفيز (الإنجليزية)
- سكوت جلين على موقع أول موفي (الإنجليزية)
- سكوت جلين على موقع قاعدة بيانات برودواي على الإنترنت (الإنجليزية)
- سكوت جلين على موقع قاعدة بيانات الأفلام السويدية (السويدية)
- سكوت جلين على موقع إن إن دي بي (الإنجليزية)
- سكوت جلين على موقع قاعدة بيانات الفيلم (الإنجليزية)
- سكوت جلين على موقع كينوبويسك (الروسية)
- سكوت جلين في قاعدة بيانات أقل من برودواي على الإنترنت